# Mark Davies (Fußballspieler)
Mark Nicholas Davies (* 18. Februar 1988 in Wolverhampton) ist ein ehemaliger englischer Fußballspieler. Der Mittelfeldspieler entstammte der Akademie der Wolverhampton Wanderers, war Kapitän der englischen U-17-Nationalmannschaft und stand zuletzt bei den Bolton Wanderers unter Vertrag.

## Sportlicher Werdegang
Mark Davies kam als Akademiespieler der Wolverhampton Wanderers zu frühen Ehren in der englischen Jugendauswahl und führte die U-17-Nationalmannschaft in einer Europameisterschaftsqualifikationspartie gegen Nordirland als Kapitän auf das Spielfeld. Er unterzeichnete im Alter von 17 Jahren seinen ersten Profivertrag bei den „Wolves“ und erarbeitete sich unter Trainer Glenn Hoddle nach seinem Ligadebüt gegen Leeds United am 20. August 2005 vor allem gegen Ende der Saison 2005/06 sukzessive einen Stammplatz. Ein Knorpelschaden in der Vorbereitungszeit zur anschließenden Spielzeit 2006/07 sorgte aber dafür, dass seine vielversprechende Entwicklung gebremst wurde und er nur in zehn Pflichtspielen zum Einsatz kam. Die Verletzungsprobleme verschlimmerten sich anschließend noch weiter mit einer Schulterverletzung und er war in der gesamten Saison 2007/08 außer Gefecht gesetzt.
Am 12. August 2008 feierte er sein Comeback beim 3:2-Sieg im Ligapokal gegen Accrington Stanley, als er sowohl einen Treffer vorbereitete als auch ein Tor selbst erzielte. Regelmäßig zum Einsatz kam er aber erst wieder zum Jahresende, als ihn die Wolves am 27. November 2008 an den Drittligisten Leicester City ausliehen. Da er dort auf Anhieb zu guten Leistungen fand, einigten sich beide Vereine darauf, dass die anfänglich auf einen Monat anvisierte Laufzeit bis zum 1. Februar 2009 verlängert wurde.
Kurz vor Ende dieser Frist unterschrieb Davies am 26. Januar 2009 beim Erstligisten Bolton Wanderers einen neuen Vertrag bis zum Ende der Saison 2012/13. Nur zwei Tage später stand er als Einwechselspieler erstmals in der Premier League auf dem Spielfeld – die Partie gegen den Lokalrivalen Blackburn Rovers endete mit einem 2:2-Remis.